# Siliștea Dealului, Prahova
Siliștea Dealului este un sat în comuna Filipeștii de Pădure din județul Prahova, Muntenia, România.
 Acest articol despre o localitate din județul Prahova este deocamdată un ciot. Puteți ajuta Wikipedia prin completarea lui.